# Альфонсо Теха Сабре
Альфонсо Те́ха Са́бре (ісп. Alfonso Teja Zabre; 23 грудня 1888, Сан-Луїс-де-ла-Пас — 28 лютого 1962, Мехіко) — мексиканський історик, журналіст, юрист; член Мексиканської академії історії, Мексиканської академії мови та Колумбійської академії історії.

## Біографія
Народився 23 грудня 1888 року в місті Сан-Луїс-де-ла-Пасі (штат Гуанахуато, Мексика). За освітою юрист. У 1909 році працював адвокатом, потім співробітником Національного музею археології, історії та етнографії.
Протягом 1911—1913 років був депутатом Конгресу. У 1922—1924 роках — видавець газет «Democracia» і «El Universal». З 1925 року — професор кримінального права та історії Мексиканського національного університету; у 1928—1934 роках — член Верховного суду; у 1934—1940 роках — генеральний директор департаменту інформації Міністерства закордонних справ Мексики.
Помер у Мехіко 28 лютого 1962 року.

## Роботи
Автор низки історичних робіт. Найважливіша з них — «Історія Мексики. Сучасна інтерпретація» (ісп. «Historia de México. Una moderna interpretación»; 1951), що об'єктивно відображає суспільні процеси (останній її розділ «Нова ідеологія» викладає націоналістичні, антиімперіалістичні погляди автора). Одне з видань «Історії» використовувалося як шкільний підручник з історії Мексики.